# Rolli di Genova
No Rolli di Genova - ou, mais precisamente, Rolli degli alloggiamenti pubblici di Genova - estava indicada, na época da antiga República de Génova, a lista dos palácios e residências excelentes das nobres famílias que ambicionavam hospedar - com base num sorteio público - as altas personalidades de passagem para visitar o Estado.

## Palácios classificados como Património da Humanidade
Quarenta e três destes palácios (dois deles fundidos entre si) estão classificados como Património da Humanidade desde 2006, incluidos no sítio Génova: Le Strade Nuove e o sistema dos Palazzi dei Rolli. São eles:

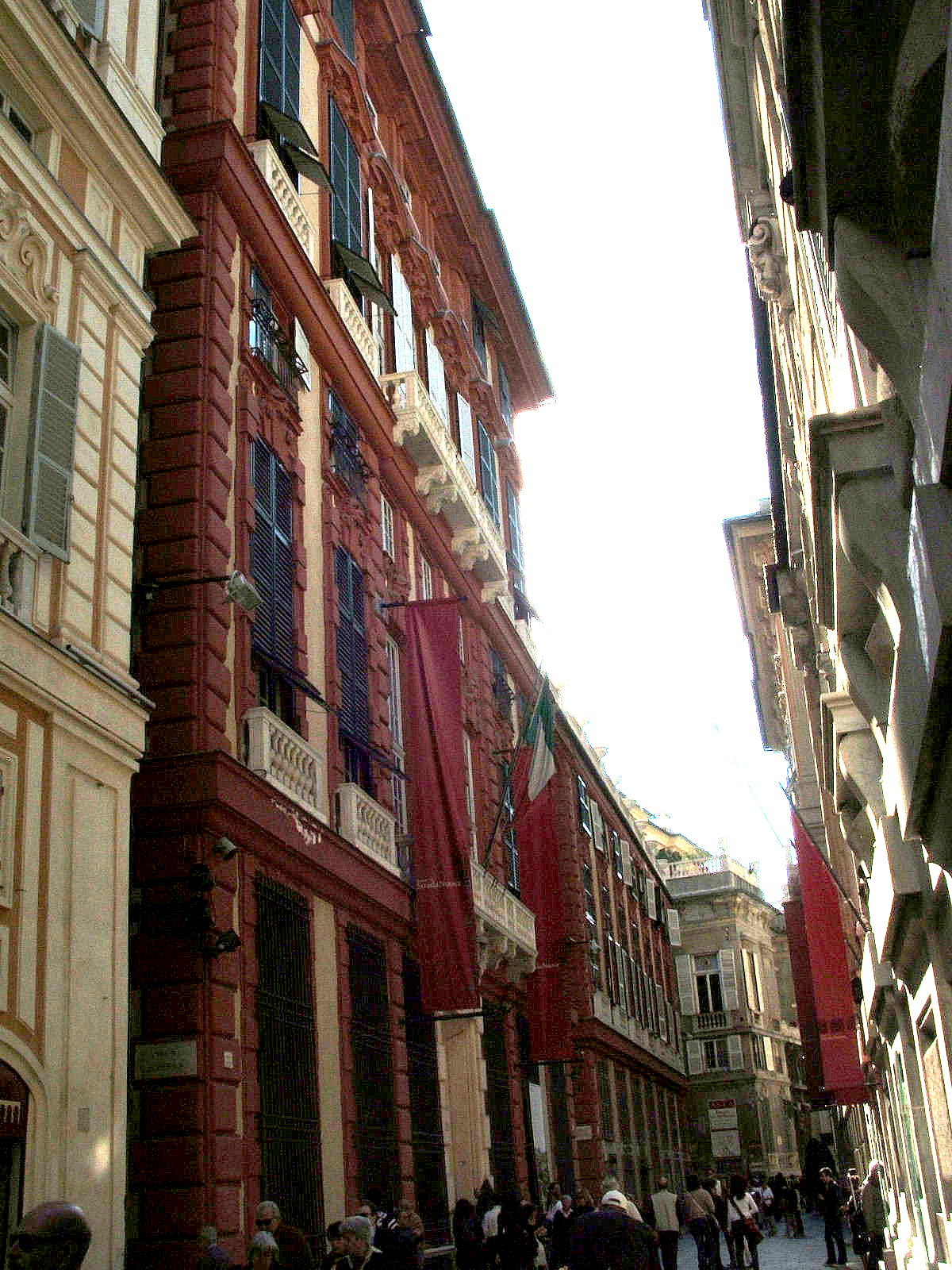
Palazzo Rosso

|    | Titular do palácio                     | Localização                |                                                       |
| -- | -------------------------------------- | -------------------------- | ----------------------------------------------------- |
| 1  | Antonio Doria                          | largo Lanfranco, 1         | Palazzo Doria-Spinola                                 |
| 2  | Clemente Della Rovere                  | piazza Rovere, 1           | Palazzo Clemente Della Rovere                         |
| 3  | Giorgio Spinola                        | salita S. Caterina, 4      | Palazzo Giorgio Spinola                               |
| 4  | Tomaso Spinola                         | salita S. Caterina, 3      | Palazzo Tommaso Spinola                               |
| 5  | Giacomo Spinola                        | piazza Fontane Marose, 6   | Palazzo Giacomo Spinola                               |
| 6  | Agostino Ayrolo                        | piazza Fontane Marose, 3-4 | Palazzo Negrone                                       |
| 7  | Paolo e Nicolò Interiano               | piazza Fontane Marose, 2   | Palazzo Paolo Battista e Niccolò Interiano            |
| 8  | Agostino Pallavicini                   | via Garibaldi, 1           | Palazzo Pallavicini-Cambiaso                          |
| 9  | Pantaleo Spinola                       | via Garibaldi, 2           | Palazzo Pantaleo Spinola                              |
| 10 | Franco Lercari                         | via Garibaldi, 3           | Palazzo Lercari-Parodi                                |
| 11 | Tobia Pallavicini                      | via Garibaldi, 4           | Palazzo Carrega-Cataldi                               |
| 12 | Angelo Giovanni Spinola                | via Garibaldi 5            | Palazzo Angelo Giovanni Spinola                       |
| 13 | Gio Battista Spinola                   | via Garibaldi, 6           | Palazzo Gio Battista Spinola                          |
| 14 | Nicolosio Lomellini                    | via Garibaldi, 7           | Palazzo Podestà                                       |
| 15 | Lazzaro e Giacomo Spinola              | via Garibaldi, 8-10        | Palazzo Cattaneo-Adorno                               |
| 16 | Nicolò Grimaldi                        | via Garibaldi, 9           | Palazzo Doria-Tursi                                   |
| 17 | Baldassarre Lomellini                  | via Garibaldi 12           | Palazzo Baldassarre Lomellini                         |
| 18 | Luca Grimaldi                          | via Garibaldi, 11          | Palazzo Bianco                                        |
| 19 | Rodolfo e Francesco Brignole Sale      | via Garibaldi 18           | Palazzo Rosso                                         |
| 20 | Gerolamo Grimaldi                      | salita S. Francesco, 4     | Palazzo Gerolamo Grimaldi                             |
| 21 | Gio Carlo Brignole                     | piazza Meridiana, 2        | Palazzo Gio Carlo Brignole                            |
| 22 | Bartolomeo Lomellini                   | largo Zecca, 4             | Palazzo Bartolomeo Lomellini                          |
| 23 | Stefano Lomellini                      | via Cairoli, 18            | Palazzo Lomellini-Doria Lamba                         |
| 24 | Giacomo Lomellini e Cattaneo De Marini | largo Zecca, 2             | Palazzo Giacomo Lomellini e Palazzo De Marini-Spinola |
| 25 | Antoniotto Cattaneo                    | piazza della Nunziata, 2   | Palazzo Belimbau                                      |
| 26 | G. Agostino Balbi                      | via Balbi,1                | Palazzo Durazzo-Pallavicini                           |
| 27 | Gio Francesco Balbi                    | via Balbi, 2               | Palazzo Gio Francesco Balbi                           |
| 28 | Giacomo e Pantaleo Balbi               | via Balbi, 4               | Palazzo Balbi-Senarega                                |
| 29 | Francesco Balbi Piovera                | via Balbi, 6               | Palazzo Francesco Maria Balbi Piovera                 |
| 30 | Stefano Balbi                          | via Balbi, 10              | Palazzo Reale                                         |
| 31 | Cosma Centurione                       | via Lomellini, 8           | Palazzo Cosma Centurione                              |
| 32 | Giorgio Centurione                     | via Lomellini, 5           | Palazzo Giorgio Centurione                            |
| 33 | Gio Battista Centurione                | via del Campo, 1           | Palazzo Gio Battista Centurione                       |
| 34 | Cipriano Pallavicini                   | piazza Fossatello, 2       | Palazzo Cipriano Pallavicini                          |
| 35 | Nicolò Spinola                         | via S. Luca, 14            | Palazzo Nicolò Spinola                                |
| 36 | Francesco Grimaldi                     | piazza Pellicceria, 1      | Palazzo Spinola di Pellicceria                        |
| 37 | Gio Battista Grimaldi                  | vico S. Luca, 4            | Palazzo Gio Battista Grimaldi                         |
| 38 | Gio Battista Grimaldi                  | piazza S. Luca, 2          | Palazzo Gio Battista Grimaldi                         |
| 39 | Stefano De Mari                        | via S. Luca, 5             | Palazzo Stefano De Mari                               |
| 40 | Ambrogio De Nigro                      | via S. Luca, 2             | Palazzo Ambrogio Di Negro                             |
| 41 | Emanuele Filiberto Di Negro            | via al Ponte Reale, 2      | Palazzo Emanuele Filiberto Di Negro                   |
| 42 | Croce De Marini                        | piazza De Marini, 1        | Palazzo De Marini-Croce                               |

- Palazzo Rosso

## Palácios não classificados como Património da Humanidade
Para além destes, existem mais setenta e um que estão fora da classificação como Património da Humanidade. São eles:
|    | Titular do Palácio                | Localização                       |                                              |
| -- | --------------------------------- | --------------------------------- | -------------------------------------------- |
| 1  | Ottavio Imperiale                 | Campetto 2                        | Palazzo Ottavio Imperiale                    |
| 2  | Gio. Vincenzo Imperiale           | Campetto 8A                       | Palazzo Gio Vincenzo Imperiale               |
| 3  |                                   | Largo G. A. Sanguineti 11         | Palazzo Senarega-Zoagli                      |
| 4  |                                   | Piazza Cattaneo 26                | Palazzo Cattaneo Della Volta                 |
| 5  | Giulio Pallavicini                | Piazza De Ferrari 2               | Palazzo Giulio Pallavicini                   |
| 6  | Agostino Spinola                  | Piazza De Ferrari 3               | Palazzo Agostino Spinola                     |
| 7  | Pietro Durazzo                    | Piazza De Marini 4                | Palazzo Pietro Durazzo                       |
| 8  | Nicolò Lomellini                  | Piazza della Nunziata 5           | Palazzo Nicolò Lomellini                     |
| 9  | Cristoforo Spinola                | Piazza della Nunziata 6           | Palazzo Cristoforo Spinola                   |
| 10 | Bernardo e Giuseppe De Franchi    | Piazza della Posta Vecchia 2      | Palazzo Bernardo e Giuseppe De Franchi       |
| 11 | Agostino De Franchi               | Piazza della Posta Vecchia 3      | Palazzo Agostino De Franchi                  |
| 12 | Domenico Grillo                   | Piazza delle Vigne 4              | Palazzo Domenico Grillo                      |
| 13 |                                   | Piazza delle Vigne 6              | Palazzo Agostino Doria                       |
| 14 | Pietro Spinola                    | Piazza di Pellicceria 3           | Palazzo Pietro Spinola di San Luca           |
| 15 | Giulio Sale                       | Piazza Embriaci 5                 | Palazzo Giulio Sale                          |
| 16 |                                   | Piazza Fontane Marose 1           | Palazzo Spinola di Luccoli-Balestrino        |
| 17 | Marc'Antonio Giustiniani          | Piazza Giustiniani 6              | Palazzo Marcantonio Giustiniani              |
| 18 | Lorenzo Cattaneo                  | Piazza Grillo Cattaneo 1          | Palazzo Lorenzo Cattaneo                     |
| 19 | Lazzaro Grimaldi                  | Piazza Inferiore di Pellicceria 1 | Palazzo Lazzaro Grimaldi                     |
| 20 |                                   | Piazza Luccoli 2                  | Palazzo De Mari                              |
| 21 |                                   | Piazza Pinelli 2                  | Palazzo Pinelli-Parodi                       |
| 22 | Agostino e Giacomo Salvago        | Piazza San Bernardo 26            | Palazzo Agostino e Giacomo Salvago           |
| 23 | Paolo De Benedetti                | Piazza San Donato 21              | Palazzo Paolo De Benedetti                   |
| 24 |                                   | Piazza San Giorgio 32             | Palazzo Basadonne                            |
| 25 | Giorgio Doria                     | Piazza San Matteo 14              | Palazzo Giorgio Doria                        |
| 26 | Marc'Aurelio Rebuffo              | Piazza Santa Sabina 2             | Palazzo Marc'Aurelio Rebuffo                 |
| 27 | Antonio Sauli                     | Piazza Sauli 3                    | Palazzo Antonio Sauli                        |
| 28 | Gio. Batta Senarega               | Piazza Senarega 1                 | Palazzo Gio Batta Senarega                   |
| 29 |                                   | Salita di San Matteo 19           | Palazzo Doria-Danovaro                       |
| 30 |                                   | Salita di Santa Caterina 1        | Palazzo Spinola di Luccoli-Cervetto          |
| 31 | Luciano Spinola                   | Salita di Santa Caterina 2        | Palazzo Luciano Spinola di Luccoli           |
| 32 |                                   | Salita di Santa Caterina 5        | Palazzo Spinola-Celesia                      |
| 33 | Agostino e Benedetto Viale        | Salita Pollaioli 12               | Palazzo Agostino e Benedetto Viale           |
| 34 |                                   | Via A. Gramsci 3                  | Palazzo Lomellini-Serra                      |
| 35 |                                   | Via al Ponte Calvi 3              | Palazzo Pallavicini-Fabiani                  |
| 36 |                                   | Via al Ponte Reale 1              | Palazzo Adorno                               |
| 37 | Gio. Andrea Cicala                | Via Canneto il Lungo 17           | Palazzo Gio Andrea Cicala                    |
| 38 | Agostino Calvi Saluzzo            | Via Canneto il Lungo 21           | Palazzo Agostino Calvi Saluzzo               |
| 39 |                                   | Via Canneto il Lungo 27           | Palazzo Fieschi-Crosa di Vergagni            |
| 40 |                                   | Via Canneto il Lungo 6            | Palazzo De Franchi-Pittaluga                 |
| 41 | Gio. Battista Saluzzo             | Via Chiabrera 7                   | Palazzo Gio Battista Saluzzo                 |
| 42 |                                   | Via David Chiossone 14            | Palazzo Doria-Serra                          |
| 43 |                                   | Via David Chiossone 4             | Palazzo Grimaldi                             |
| 44 |                                   | Via degli Orefici 7               | Palazzo Lercari-Spinola                      |
| 45 | Vincenzo Giustiniani Banca        | Via dei Giustiniani 11            | Palazzo Vincenzo Giustiniani Banca           |
| 46 | Gaspare Basadonne                 | Via dei Giustiniani 3             | Palazzo Gaspare Basadonne                    |
| 47 | Bartolomeo Invrea                 | Via del Campo 10                  | Palazzo Bartolomeo Invrea                    |
| 48 |                                   | Via del Campo 12                  | Palazzo Durazzo-Cattaneo Adorno              |
| 49 | Antonio Doria Invrea              | Via del Campo 9                   | Palazzo Antonio Doria Invrea                 |
| 50 | Francesco Borsotto                | Via della Maddalena 29            | Palazzo Francesco Borsotto                   |
| 51 | Jacopo Spinola                    | Via della Posta Vecchia 16        | Palazzo Jacopo Spinola                       |
| 52 |                                   | Via Luccoli 22                    | Palazzo Tommaso Franzone                     |
| 53 |                                   | Via Luccoli 23                    | Palazzo Nicolò Spinola di Luccoli            |
| 54 | Filippo Lomellini                 | Via Paolo Emilio Bensa 1          | Palazzo Filippo Lomellini                    |
| 55 | Marc'Antonio Sauli                | Via San Bernardo 19               | Palazzo Marcantonio Sauli                    |
| 56 |                                   | Via San Bernardo 21               | Palazzo Giustiniani (Gênova)                 |
| 57 | Bendinelli Sauli                  | Via San Lorenzo 12                | Palazzo Bendinelli Sauli                     |
| 58 | Sinibaldo Fieschi                 | Via San Lorenzo 17                | Palazzo Sinibaldo Fieschi                    |
| 59 | Orazio e G. Fran.co De Franceschi | Via San Lorenzo 19                | Palazzo Orazio e Gio Francesco De Franceschi |
| 60 | Giovanni Battista Centurione      | Via San Lorenzo 5                 | Palazzo Centurione-Gavotti                   |
| 61 |                                   | Via San Lorenzo 8                 | Palazzo Durazzo-Zoagli                       |
| 62 |                                   | Via San Luca 15                   | Palazzo Spinola di San Luca-Gentile          |
| 63 |                                   | Via San Luca 6                    | Palazzo Spinola di San Luca                  |
| 64 | Gerolamo Pallavicini              | Via XXV Aprile 12                 | Palazzo Gerolamo Pallavicini                 |
| 65 | Giovanni Garibaldi                | Vico Carmagnola 7                 | Palazzo Giovanni Garibaldi                   |
| 66 |                                   | Vico dei Ragazzi 6                | Palazzo Sauli                                |
| 67 |                                   | Vico del Fieno 2                  | Palazzo Chiavari-Calcagno                    |
| 68 | Brancaleone Grillo                | Vico Delle Mele 6                 | Palazzo Brancaleone Grillo                   |
| 69 |                                   | Vico Falamonica 1                 | Palazzo Doria-Centurione                     |
| 70 | Nicola Grimaldi                   | Vico San Luca 2                   | Palazzo Nicola Grimaldi                      |
| 71 |                                   | Vico Scuole Pie 1                 | Palazzo Cicala-Raggio                        |